# Mezquita Aljama de Teherán
La Mezquita Aljama (Masjid-e-Jāmeh) de Teherán es la mezquita más antigua de la capital ciudad de Irán, con el chabestán más antiguo, de más de mil años de antigüedad. También es conocida como Mezquita Atiq.  

## Antigüedad
No hay información precisa sobre la fecha exacta de construcción de la Mezquita Aljama de Teherán, pero la arquitectura de sus diferentes partes indica la formación gradual de este edificio en diferentes períodos. Las piezas que existen en la mezquita aljama, registrados a nivel nacional, se remontan a los períodos de Al-e Bouyeh, safávida y qajar. Debido a la elección de Teherán como capital ha sido renovada y ampliada, por lo que no se ve ninguna pieza anterior al siglo XIII, aunque la fecha de construcción de esta mezquita pueda ser anterior a tal siglo. Según Ahmad Jamei los antecedentes de algunas partes del edificio actual de la mezquita se remontan a la era de Al-e Bouyeh y tienen cerca de mil años.  
El documento más antiguo existente a este respecto es el mapeo realizado por el francés Girchmann de Teherán en 1275 AH. En dicho mapa, el edificio de la aljama se muestra casi en su forma actual, por lo que se puede concluir que hace 130 años antes (unos 160 actuales), se construyeron todos los pórticos que hoy existen. 